# Nothing to Lose (chanson de Billy Talent)
Pour les articles homonymes, voir Nothing to Lose.
 (novembre 2010).
Singles de Billy Talent
River Below
(2004)
Ben Kowalewicz, du groupe Billy Talent, a écrit cette chanson après avoir lu un article sur une adolescente qui aurait été maltraitée et harcelée à l'école et qui aurait fini par se suicider[réf. nécessaire]. Des témoins rapportèrent que l'on avait donné à la jeune fille un quarter (25 cents) pour qu'elle se tue[réf. nécessaire].
Le groupe donne 1 dollar à une association qui aide les jeunes, à chaque fois que la chanson passe sur certaines chaînes de télévision et de radio.
Un extrait de la chanson est utilisé dans le film polonais La Chambre des suicidés, sorti en 2011, du réalisateur Jan Komasa.  